# Francescuccio Ghissi
Francescuccio Ghissi  ou Francesco di Cecco Ghissi, actif de 1359 à 1395, est un peintre italien du gothique flamboyant actif au XIVe siècle surtout dans la région des Marches en Italie.

## Biographie
Francescuccio Ghissi a collaboré avec Allegretto Nuzi.
On connaît peu de chose sur son activité et ses œuvres hormis celle de la Vierge d'humilité.

## Œuvres

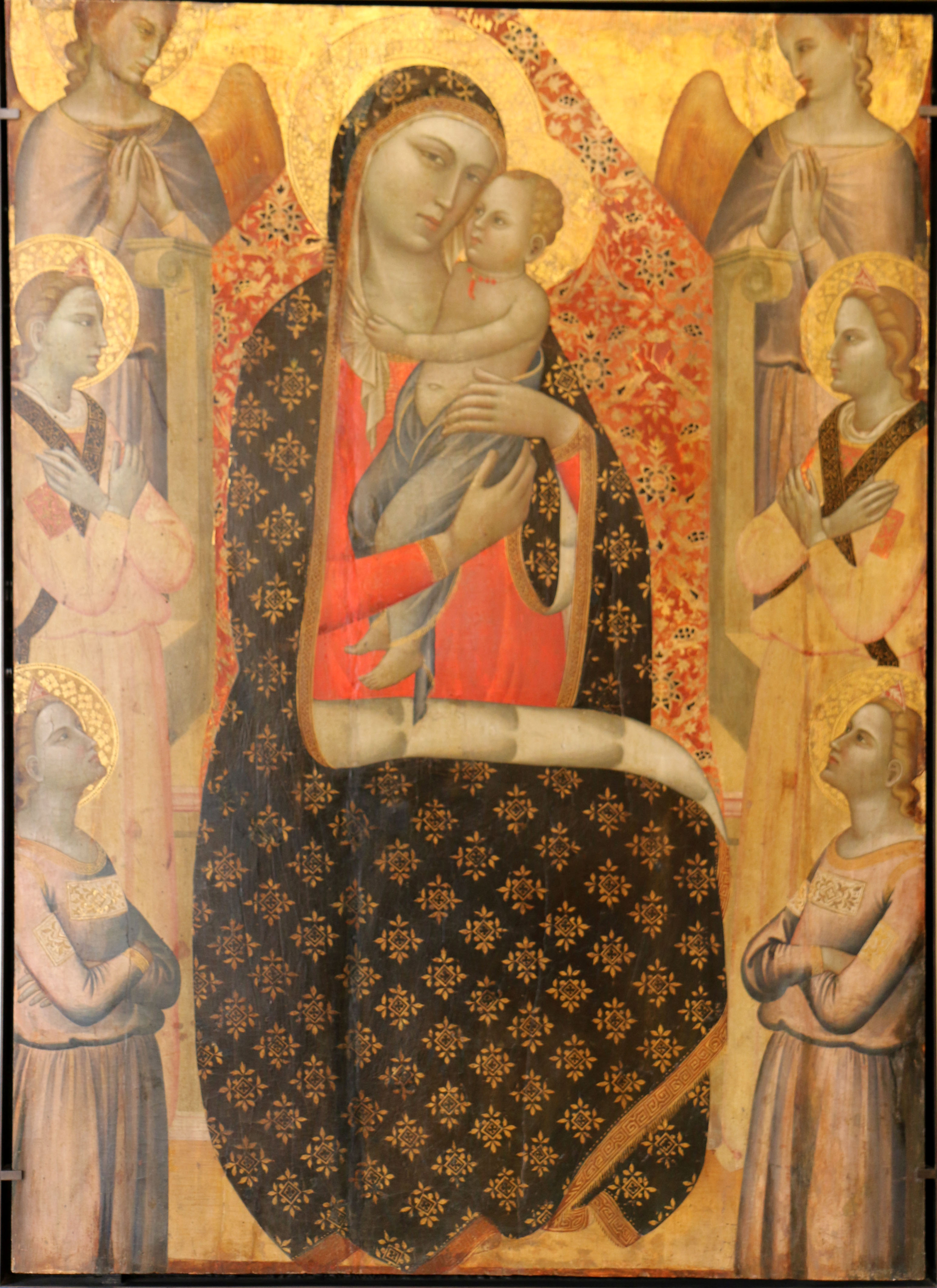
Vierge de majesté entourée de six anges, Musée du Petit Palais (Avignon).

- Vierge en majesté entourée de six anges, Musée du Petit Palais, Avignon[1].
- Fresques de San Francesco, San Severino Marche (aujourd’hui disparues).
- Vierge de l'humilité (1359,œuvre signée, église san Domenico, Fabriano.
- Vierge de l'humilité avec un ange (1374), église San Andrea, Montegiorgio.
- La Mort du Christ et l’Adoration de l’Enfant Jésus (après 1373), musées du Vatican, Vatican.
- Retables de saint Jean l'Évangéliste (tableaux de gauche à droite, de haut en bas):
  - La Résurrection de Drusiana (vers 1370), tempera sur bois et feuille d'or, Portland Art Museum, Portland (Oregon).
  - Saint Jean l'Évangéliste désapprouvant le philosophe Crato (vers 1370–1380), tempera et feuille d'or sur bois, North Carolina Museum of Art, Raleigh.
  - Saint Jean l'Évangéliste avec Acteus et Eugenius (vers 1370), tempera sur bois, feuille d’or, Metropolitan Museum of Art, New York.
  - Crucifixion (entre 1370 et 1380), tempera sur bois, Art Institute of Chicago, Chicago.
  - Saint Jean l'Évangéliste dans un temple païen (vers 1370), tempera sur bois, feuille d’or, Metropolitan Museum of Art, New York.
  - Acteus et Eugenius implorant saint Jean l'Évangéliste de restaurer leur foison (vers 1370–1380), tempera et feuille d'or sur bois, North Carolina Museum of Art, Raleigh.
  - Saint Jean l'Évangéliste ressuscitant Satheus (vers 1370), tempera sur bois, feuille d’or, Metropolitan Museum of Art, New York.
  - Saint Jean l'Évangéliste et la coupe empoissonée (vers 1370–1380), tempera et feuille d'or sur bois, North Carolina Museum of Art, Raleigh.

## Sources
- Voir liens externes